# Matilde Álvarez del Valle
Matilde Álvarez del Valle fue una pintora española.
Nació en Badajoz en 1840. En el año 1856, residiendo en Toledo, remitió a la Exposición Nacional de Bellas Artes Un retrato de señora y, en la de 1862, otros dos, de los que uno era autorretrato.